# (53093) La Orotava
(53093) La Orotava (1998 YO12) – planetoida z pasa głównego asteroid okrążająca Słońce w ciągu 3,22 lat w średniej odległości 2,18 j.a. Odkryta 28 grudnia 1998 roku.